# Вроцлавски университет
Вроцлавският университет (на полски: Uniwersytet Wrocławski; на немски: Universität Breslau; на латински: Universitas Wratislaviensis) е държавен изследователски университет в Полша. Разположен е във Вроцлав, югозападна Полша.
Основан през 1702 г. Вроцлавският университет е една от най-старите институции за висше образование в Централна Европа с около 30 000 студенти (2012). Чак до Втората световна война той е един от най-значимите културни центрове на германоезичния свят.

## Галерия
- Филологически факултет
- Институт по романска филология
- Институт по психология и педагогика
- Collegium Anthropologicum
- Институт за международни отношения
- Институт по зоология
- Институт по биология на растенията
- Институт по астрономия
- Институт по история на държавата и правото
- Институт по геологически науки
- Факултет по право (в стъклата му се отразява университетският параклис)
- Институт по информатика
- Старата централна университетска библиотека
- Новата централна университетска библиотека